# Вільяр-дель-Ала
Вільяр-дель-Ала (ісп. Villar del Ala) — муніципалітет в Іспанії, у складі автономної спільноти Кастилія-і-Леон, у провінції Сорія. Населення — 55 осіб (2010).
Муніципалітет розташований на відстані близько 190 км на північний схід від Мадрида, 19 км на північний захід від Сорії.

## Демографія
Динаміка населення (INE ):